# Walter Wolf (Journalist, 1947)
Walter Wolf (* 26. Mai 1947 in Sânpetru Mic, Königreich Rumänien) ist ein deutscher Journalist und ehemaliger Chefredakteur der Banater Post.

## Leben
1951 kam Walter Wolf vierjährig mit der Deportation in die Bărăgan-Steppe nach Mărculeştii Noi (später Viişoara). Nach seiner Rückkehr aus der Verschleppung 1956 besuchte er die Schule in Periam und anschließend die Lehrerbildungsanstalt an der Banatia in Timișoara. Von 1967 studierte er bis zu seinem Abschluss 1973 Germanistik und Rumänistik an der Universitatea de Vest din Timișoara.
Darauf war Wolf als Lehrer in Wolfsberg (Weidenthal), Covaci, Sânpetru Mic und Periam tätig. In Wolfsberg lernte er seine Ehefrau Marianne kennen, die aus Sadova Veche stammt und ebenfalls Lehrerin ist. Beide zogen nach Aradul Nou, als sie dort eine Stelle in der deutschen Schule antrat. Hier arbeitete er ab 1980 als Berichterstatter im Kreis Arad bei der Tageszeitung Neuer Weg.
Bereits 1971 hatte Wolf einen Ausreiseantrag gestellt, der ihm ein Jahr nach der Auflösung seines Arbeitsverhältnisses 1987 genehmigt wurde. Seine Securitate-Akte besagt, dass er über vier Jahre vom rumänischen Geheimdienst beobachtet wurde. In Deutschland war er von Februar 1989 bis 2012 Chefredakteur der Banater Post (Verbandszeitung der Landsmannschaft der Banater Schwaben) in München.

## Veröffentlichungen (Auswahl)
- Das Banat und die Banater Schwaben. Band 5. Städte und Dörfer. Mit Elke Hoffmann und Peter-Dietmar Leber, Mediengruppe Universal Grafische Betriebe München GmbH, München 2011,  ISBN 3-922979-63-7, 670 S.
- Deportiert in den Bărăgan. Mit Walther Konschitzky und Peter-Dietmar Leber, Haus des Deutschen Ostens, München 2001.
- Der Wortschatz der rheinfränkischen Mundart von Kleinsanktpeter im Banat. In: Banater Post, München 1993.
- Tradition lebendig gehalten. In: Banater Post, Jg. 40, Nr. 15, München 5. August 1995, S. 1, 3.